# Canton de Gourin
Pour les articles homonymes, voir Gourin.
Le canton de Gourin est une division administrative française, située dans le département du Morbihan et la région Bretagne.
À la suite du redécoupage cantonal de 2014, les limites territoriales du canton sont remaniées. Le nombre de communes du canton passe de 5 à 29.

## Histoire
Un nouveau découpage territorial du Morbihan entre en vigueur à l'occasion des élections départementales de 2015. Il est défini par le décret du 21 février 2014, en application des lois du 17 mai 2013 (loi organique 2013-402 et loi 2013-403). Les conseillers départementaux sont, à compter de ces élections, élus au scrutin majoritaire binominal mixte. Les électeurs de chaque canton élisent au Conseil départemental, nouvelle appellation du Conseil général, deux membres de sexe différent, qui se présentent en binôme de candidats. Les conseillers départementaux sont élus pour 6 ans au scrutin binominal majoritaire à deux tours, l'accès au second tour nécessitant 12,5 % des inscrits au 1er tour. En outre la totalité des conseillers départementaux est renouvelée. Ce nouveau mode de scrutin nécessite un redécoupage des cantons dont le nombre est divisé par deux avec arrondi à l'unité impaire supérieure si ce nombre n'est pas entier impair, assorti de conditions de seuils minimaux. Dans le Morbihan, le nombre de cantons passe ainsi de 42 à 21.
Le nouveau canton de Gourin est formé des communes formant les anciens cantons de Gourin, de Cléguérec, du Faouët et de Guémené-sur-Scorff, toutes incluses dans l'arrondissement de Pontivy. Le bureau centralisateur est situé à Gourin.

## Représentation

### Conseillers d'arrondissement (de 1833 à 1940)
| Période                                  | Période | Identité                        | Étiquette                   | Qualité |
| ---------------------------------------- | ------- | ------------------------------- | --------------------------- | --- |
| 1833                                     |         | Barthélemy Le Bihan (1788-1850) |                             | Cultivateur, maire de Langonnet                                                                             |
|                                          |         |                                 |                             | |
| 1895                                     | 1898    | Julien Bourcicot                |                             | |
| 1898                                     | 1904    | Pierre Stenfort                 | Républicain                 | Banquier à Gourin                                                                                           |
| 1904                                     | 1905    | Louis Legrand                   | Républicain antiministériel | Adjoint au maire de Gourin                                                                                  |
| 11 juin 1905                             | 1919    | Louis Le Cras                   | Conservateur                | Cultivateur et propriétaire à Bréniel, conseiller municipal du Saint                                        |
| 1919                                     | 1922    | M. Le Corre                     | Radical                     | |
| 1922                                     | 1928    | Louis Le Poupon                 | Républicain indépendant     | Adjoint au maire de Gourin                                                                                  |
| 1928                                     | 1940    | Joseph Le Guilchet              | Radical                     | Propriétaire à La Trinité-Langonnet                                                                         |
| 1940                                     |         |                                 |                             | Les conseils d'arrondissement ont été suspendus par la loi du 12 octobre 1940 et n'ont jamais été réactivés |
| Les données manquantes sont à compléter. |         |                                 |                             | |

### Conseillers généraux de 1833 à 2015
| Période | Période      | Identité                                                      | Étiquette            | Qualité |
| ------- | ------------ | ------------------------------------------------------------- | -------------------- | --- |
| 1833    | 1842         | M. Le Guern                                                   |                      | Adjoint au maire de Gourin |
| 1842    | 1848         | M. Guérin                                                     |                      | Entrepreneur à Gourin |
| 1848    | 1866 (décès) | Comte Joseph Rouxel de Lescouët                               |                      | Propriétaire du château de Tronjoly Maire de Gourin                                                                                                   |
| 1866    | 1871         | Roger Marie Comte du Bourg (1840-1882)                        |                      | Propriétaire, chevalier de l'ordre militaire de Pie IX Maire de Gourin                                                                                |
| 1871    | 1885 (décès) | Charles Stenfort                                              | Républicain          | Notaire - Maire de Gourin |
| 1885    | 1910 (décès) | Comte Joseph Rouxel de Lescouët (fils de J.de Lescouët)       | Droite               | Propriétaire du château de Tronjoly Maire de Gourin                                                                                                   |
| 1910    | 1919         | Paul Le Bouar                                                 | Droite               | Notaire - Maire de Gourin |
| 1919    | 1937         | Jean-Louis Kergaravat (1857-?)                                | Rad.                 | Instituteur puis directeur d'école publique Maire de Gourin                                                                                           |
| 1937    | 1940         | Joseph Le Roux                                                | Rad.                 | Ancien entrepreneur Propriétaire à Gourin |
|         |              |                                                               |                      | |
| 1945    | 1949         | Jean Le Coutaller                                             | SFIO                 | Instituteur Député (1945-1956) |
| 1949    | 1955         | Jean-Pierre Calvez                                            | DVD-RPF              | Agriculteur |
| 1955    | 1961         | Alexis-Joseph Kergaravat (1885-1984) (fils de J.L.Kergaravat) | SFIO                 | Directeur d'école Maire de Gourin (1953-1960) |
| 1961    | 1979         | François Christien                                            | MRP puis CD puis DVD | Cultivateur Maire de Plouray |
| 1979    | 1985         | Yves Le Floch                                                 | UDF                  | Président de la Caisse régionale du Crédit agricole Adjoint au Maire de Gourin                                                                        |
| 1985    | 2011         | Michel Morvant                                                | RPR puis UMP         | Attaché parlementaire - Maire de Plouray (depuis 1983) Président de la Communauté de Communes du Pays du Roi Morvan Vice-Président du Conseil Général |
| 2011    | 2015         | Christian Derrien                                             | MBP-DVG              | Maître de conférences à l’Université de Haute Bretagne Maire de Langonnet (2001-2020)                                                                 |

### Conseillers départementaux depuis 2015
| Période élective | Période élective | Mandat | Mandat   | Identité                | Nuance | Nuance | Qualité |
| ---------------- | ---------------- | ------ | -------- | ----------------------- | ------ | ------ | --- |
| 2015             | 2021             | 2015   | 2021     | Christian Derrien       |        | DVG    | Maître de conférences à l’Université de Haute Bretagne Maire de Langonnet (2001-2020), membre de Pour la Bretagne ! |
| 2015             | 2021             | 2015   | 2021     | Ghislaine Langlet       |        | PCF    | Artisan, Guiscriff Ancienne conseillère générale du Canton du Faouët (2014-2015)                                    |
| 2021             | 2028             | 2021   | en cours | Mme Dominique Guégan    |        | DVD    | Ancienne agricultrice - Maire de Malguénac                                                                          |
| 2021             | 2028             | 2021   | en cours | M. Dominique Le Niniven |        | DVD    | Ancien cadre - Maire de Priziac 6ème Vice-Président du conseil départemental, délégué à l'enfance et à la famille   |

### Résultats détaillés

#### Élections de mars 2015
À l'issue du 1er tour des élections départementales de 2015, deux binômes sont en ballottage : Christian Derrien et Ghislaine Langlet (DVG, 25,59 %) et Christiane Le Beller et Jean-Jacques Tromilin (Union de la Droite, 22,09 %). Le taux de participation est de 55,59 % (14 863 votants sur 26 735 inscrits) contre 52,56 % au niveau départemental et 50,17 % au niveau national.
Au second tour, Christian Derrien et Ghislaine Langlet (DVG) sont élus avec 55,15 % des suffrages exprimés et un taux de participation de 55,22 % (7 591 voix pour 14 762 votants et 26 732 inscrits).

#### Élections de juin 2021
Le premier tour des élections départementales de 2021 est marqué par un très faible taux de participation (33,26 % au niveau national). Dans le canton de Gourin, ce taux de participation est de 37,41 % (9 821 votants sur 26 249 inscrits) contre 34,81 % au niveau départemental. À l'issue de ce premier tour, deux binômes sont en ballottage : Dominique Guegan et Dominique Le Niniven (Union au centre et à droite, 33,08 %) et Jean-Charles Lohé et Anne Troalen (DVG, 27,91 %).
Le second tour des élections est marqué une nouvelle fois par une abstention massive équivalente au premier tour. Les taux de participation sont de 34,36 % au niveau national, 36 % dans le département et 38,37 % dans le canton de Gourin. Dominique Guegan et Dominique Le Niniven (Union au centre et à droite) sont élus avec 51,21 % des suffrages exprimés (4 689 voix pour 10 073 votants et 26 254 inscrits),,. 

## Composition

### Composition avant 2015

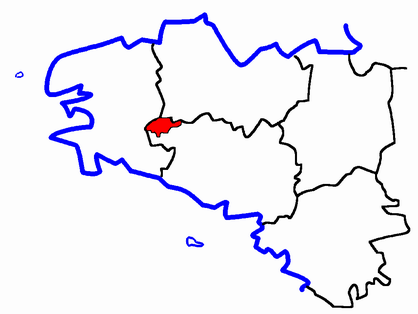
Situation du canton de Gourin dans le département du Morbihan avant 2015.

Avant 2015, le canton de Gourin regroupait 5 communes.
| Nom                | Code Insee | Codepostal | Superficie (km2) | Population (dernière pop. légale) | Densité (hab./km2) |
| ------------------ | ---------- | ---------- | ---------------- | --------------------------------- | ------------------ |
| Gourin (chef-lieu) | 56066      | 56110      | 74,72            | 4 068 (2012)                      | 54                 |
| Langonnet          | 56100      | 56630      | 85,40            | 1 894 (2012)                      | 22                 |
| Plouray            | 56170      | 56770      | 39,09            | 1 117 (2012)                      | 29                 |
| Roudouallec        | 56199      | 56110      | 24,82            | 713 (2012)                        | 29                 |
| Le Saint           | 56201      | 56110      | 31,03            | 617 (2012)                        | 20                 |

### Composition depuis 2015
Le canton de Gourin comprend désormais vingt-neuf communes entières.
| Nom                            | Code Insee | Intercommunalité         | Superficie (km2) | Population (dernière pop. légale) | Densité (hab./km2) | Modifier                                    |
| ------------------------------ | ---------- | ------------------------ | ---------------- | --------------------------------- | ------------------ | ------------------------------------------- |
| Gourin (bureau centralisateur) | 56066      | CC Roi Morvan Communauté | 74,72            | 3 892 (2022)                      | 52                 | modifier les données · modifier les données |
| Berné                          | 56014      | CC Roi Morvan Communauté | 34,77            | 1 558 (2022)                      | 45                 | modifier les données · modifier les données |
| Cléguérec                      | 56041      | CC Pontivy Communauté    | 62,99            | 2 849 (2022)                      | 45                 | modifier les données · modifier les données |
| Le Croisty                     | 56048      | CC Roi Morvan Communauté | 15,88            | 742 (2022)                        | 47                 | modifier les données · modifier les données |
| Le Faouët                      | 56057      | CC Roi Morvan Communauté | 34,03            | 2 816 (2022)                      | 83                 | modifier les données · modifier les données |
| Guémené-sur-Scorff             | 56073      | CC Roi Morvan Communauté | 1,17             | 1 136 (2022)                      | 971                | modifier les données · modifier les données |
| Guiscriff                      | 56081      | CC Roi Morvan Communauté | 85,46            | 2 053 (2022)                      | 24                 | modifier les données · modifier les données |
| Kergrist                       | 56093      | CC Pontivy Communauté    | 29,66            | 713 (2022)                        | 24                 | modifier les données · modifier les données |
| Kernascléden                   | 56264      | CC Roi Morvan Communauté | 9,26             | 418 (2022)                        | 45                 | modifier les données · modifier les données |
| Langoëlan                      | 56099      | CC Roi Morvan Communauté | 22,27            | 404 (2022)                        | 18                 | modifier les données · modifier les données |
| Langonnet                      | 56100      | CC Roi Morvan Communauté | 85,40            | 1 851 (2022)                      | 22                 | modifier les données · modifier les données |
| Lanvénégen                     | 56105      | CC Roi Morvan Communauté | 29,42            | 1 133 (2022)                      | 39                 | modifier les données · modifier les données |
| Lignol                         | 56110      | CC Roi Morvan Communauté | 38,43            | 855 (2022)                        | 22                 | modifier les données · modifier les données |
| Locmalo                        | 56113      | CC Roi Morvan Communauté | 23,91            | 894 (2022)                        | 37                 | modifier les données · modifier les données |
| Malguénac                      | 56125      | CC Pontivy Communauté    | 38,45            | 1 849 (2022)                      | 48                 | modifier les données · modifier les données |
| Meslan                         | 56131      | CC Roi Morvan Communauté | 37,13            | 1 475 (2022)                      | 40                 | modifier les données · modifier les données |
| Neulliac                       | 56146      | CC Pontivy Communauté    | 30,99            | 1 476 (2022)                      | 48                 | modifier les données · modifier les données |
| Persquen                       | 56156      | CC Roi Morvan Communauté | 19,96            | 358 (2022)                        | 18                 | modifier les données · modifier les données |
| Ploërdut                       | 56163      | CC Roi Morvan Communauté | 75,83            | 1 259 (2022)                      | 17                 | modifier les données · modifier les données |
| Plouray                        | 56170      | CC Roi Morvan Communauté | 39,09            | 1 022 (2022)                      | 26                 | modifier les données · modifier les données |
| Priziac                        | 56182      | CC Roi Morvan Communauté | 44,63            | 1 024 (2022)                      | 23                 | modifier les données · modifier les données |
| Roudouallec                    | 56199      | CC Roi Morvan Communauté | 24,82            | 715 (2022)                        | 29                 | modifier les données · modifier les données |
| Le Saint                       | 56201      | CC Roi Morvan Communauté | 31,03            | 611 (2022)                        | 20                 | modifier les données · modifier les données |
| Saint-Aignan                   | 56203      | CC Pontivy Communauté    | 27,33            | 632 (2022)                        | 23                 | modifier les données · modifier les données |
| Saint-Caradec-Trégomel         | 56210      | CC Roi Morvan Communauté | 16,12            | 468 (2022)                        | 29                 | modifier les données · modifier les données |
| Saint-Tugdual                  | 56238      | CC Roi Morvan Communauté | 19,97            | 375 (2022)                        | 19                 | modifier les données · modifier les données |
| Sainte-Brigitte                | 56209      | CC Pontivy Communauté    | 17,74            | 178 (2022)                        | 10                 | modifier les données · modifier les données |
| Séglien                        | 56242      | CC Pontivy Communauté    | 38,36            | 656 (2022)                        | 17                 | modifier les données · modifier les données |
| Silfiac                        | 56245      | CC Pontivy Communauté    | 22,46            | 488 (2022)                        | 22                 | modifier les données · modifier les données |
| Canton de Gourin               | 5602       |                          | 1 031,28         | 33 900 (2022)                     | 33                 | modifier les données                        |

## Démographie

### Démographie avant 2015
| 1962   | 1968   | 1975   | 1982   | 1990  | 1999  | 2006  | 2011  | 2012  |
| ------ | ------ | ------ | ------ | ----- | ----- | ----- | ----- | ----- |
| 12 233 | 11 677 | 10 904 | 10 069 | 9 472 | 8 922 | 8 581 | 8 432 | 8 409 |

### Démographie depuis 2015
En 2022, le canton comptait 33 900 habitants, en évolution de +0,47 % par rapport à 2016 (Morbihan : +3,82 %, France hors Mayotte : +2,11 %).
| 2013   | 2018   | 2022   |
| ------ | ------ | ------ |
| 34 394 | 33 306 | 33 900 |